# 증인신문
증인신문(證人訊問)은 민사소송법상 절차로 증인을 불러 법관이 질문하는 것을 말한다.

## 개요
증인진술에서 증거자료를 얻는 증거조사를 말한다. 증인이란 과거에 경험한 사실을 법원에 보고하는 것을 명령받은 제3자를 가리킨다. 감정증인(313조)도 증인이 된다. 증인의 진술을 증언이라 한다. 당사자와 그 소송에서 당자를 대표하는 법정대리인(339조, 344조) 및 당사자인 단체의 대표자(60조) 이외의 자는 모두가 증인이 될 수 있는 자격(증인능력)이 있다. 소송대리인·보좌인·보조참가인·미성년자(293조) 및 자기의 소송과 관계가 없는 사항에 대해서는 공동소송인도 증인능력이 있다. 우리나라의 재판권에 복종하는 모든 자는 증인으로서 신문에 응할 공법상의 의무가 있다(275조-279조). 이러한 증인의무는 출석의무·진술의무 및 선서의무로 이루어진다.

### 진술의무
진술의무는 신문에 응하여 진술하는 증인의 의무를 말한다. 문자의 수기(手記) 기타의 행위의무를 주게 되는 경우도 있다(302조). 이유 없이 증언을 거부하는 경우에는 과태료의 제재를 받는 경우가 있다(289조). 증언이 증인 본인 또는 증인과 밀접한 관계가 있는 자의 처벌 또는 치욕을 가져오게 될 우려가 있는 경우(285조)와 법령에 의한 비밀준수의무가 있는 직 또는 종교의 직에 있거나 있었던 자(286조)는 증언거부권을 가진다.

### 출석의무
민사소송법 284조의 예외를 제외하고는 증인으로서 소환을 받은 자는 지정된 장소에 출석하지 않으면 아니 된다. 정당한 사유 없이 소환에 응하지 않을 경우에는 비용의 부담과 과태료의 제재를 받는다(282조). 법원은 증인의 구인(拘引)을 명할 수 있다(283조).

## 조문

### 의의
제293조(증거조사의 집중)
증인신문과 당사자신문은 당사자의 주장과 증거를 정리한 뒤 집중적으로 하여야 한다.

### 증인의무
제303조(증인의 의무)
법원은 특별한 규정이 없으면 누구든지 증인으로 신문할 수 있다.